# Präsidentschaftswahl in der Republik Moldau 2020
Der erste Wahlgang der Präsidentschaftswahl in Moldau 2020 fand am 1. November und der zweite Wahlgang am 15. November 2020 statt.
Dabei wurde der amtierende Präsident Igor Dodon abgewählt. Der russlandfreundliche Dodon verlor in der Stichwahl überraschend deutlich gegen die pro-europäische Kandidatin Maia Sandu, die damit zur ersten Präsidentin der Republik Moldau gewählt wurde.

## Wahlsystem
Der Präsident der Republik Moldau wird nach dem Zwei-Runden-System gewählt; erhält kein Kandidat im ersten Wahlgang bei einer Wahlbeteiligung von mindestens 33 % die Mehrheit der Stimmen, wird ein zweiter Wahlgang durchgeführt.

## Hintergrund
Bei der Präsidentschaftswahl in Moldau 2016 wurde Igor Dodon zum Präsidenten gewählt und konnte sich gegen Maia Sandu mit 53 % durchsetzen.
In den Wochen nach den Kommunalwahlen 2019 stürzte die Partei der Sozialisten die Regierung von Maria Sandu nach Meinungsverschiedenheiten über eine Reform der Wahlmethode für die Staatsanwaltschaft unter Führung des Premierministers. Ein Misstrauensantrag wurde mit der Unterstützung der Demokraten mit 63 von 101 Stimmen angenommen, wodurch Präsident Igor Dodon Ion Chicu zum Ministerpräsidenten ernennen konnte. Der ehemalige Wirtschaftsminister und enge Berater des Präsidenten wird von diesem als unabhängiger Technokrat dargestellt.
Seine Regierung, die ausschließlich aus Unabhängigen besteht, die dem Präsidenten nahe stehen oder an demokratischen Regierungen teilgenommen haben, erhält die gemeinsame Unterstützung von Sozialisten und Demokraten.

## Kandidaten
Insgesamt gab es acht Kandidaten bei der Präsidentschaftswahl. Der amtierende Präsident Dodon und die ehemalige Ministerpräsidentin Sandu (bis 2019) erklärten ihre Kandidatur. Außerdem schlossen sich die Liberale Partei, die Uniunea Salvați Basarabia und drei weitere Parteien hinter Dorin Chirtoacă zusammen.

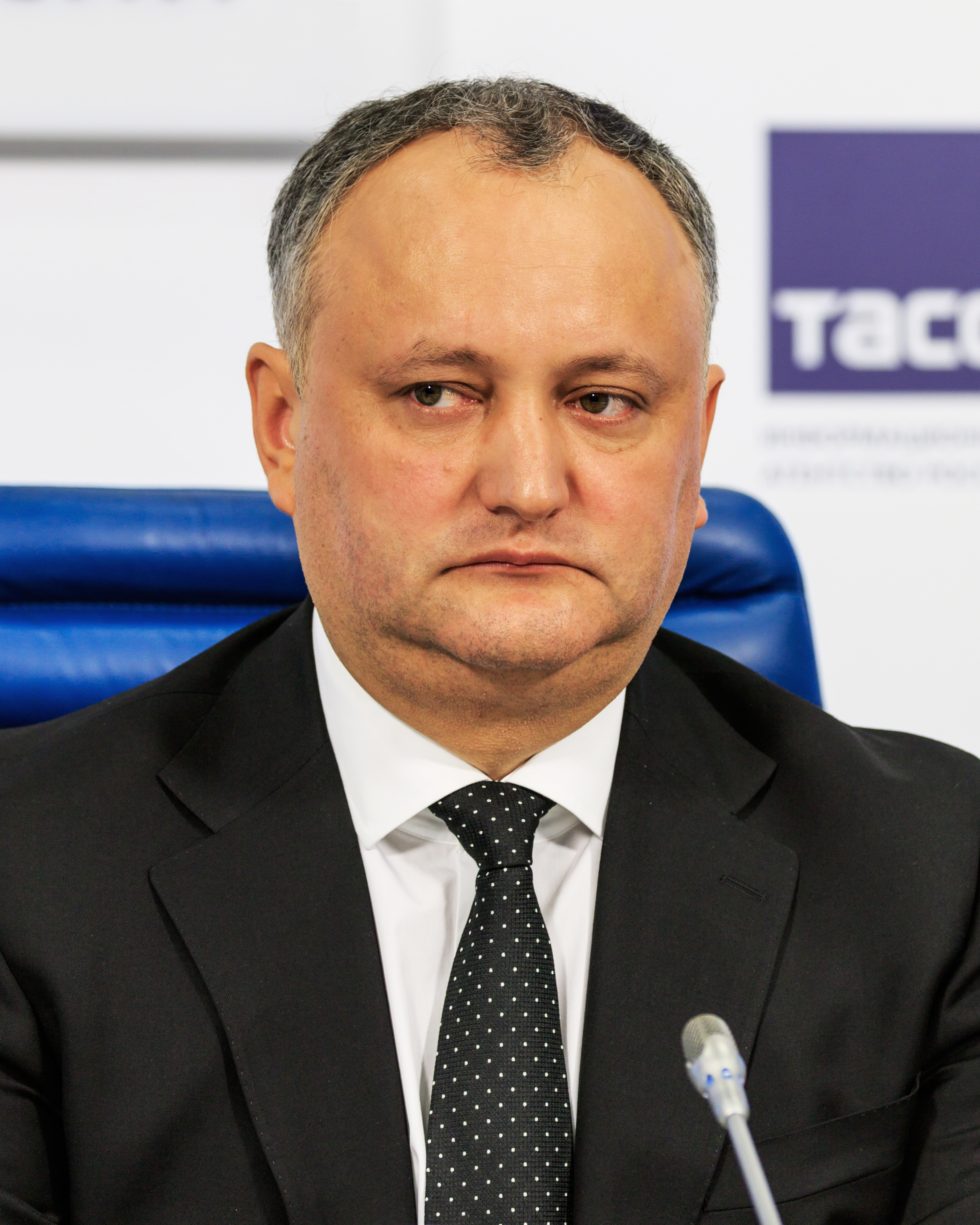
Igor Dodon
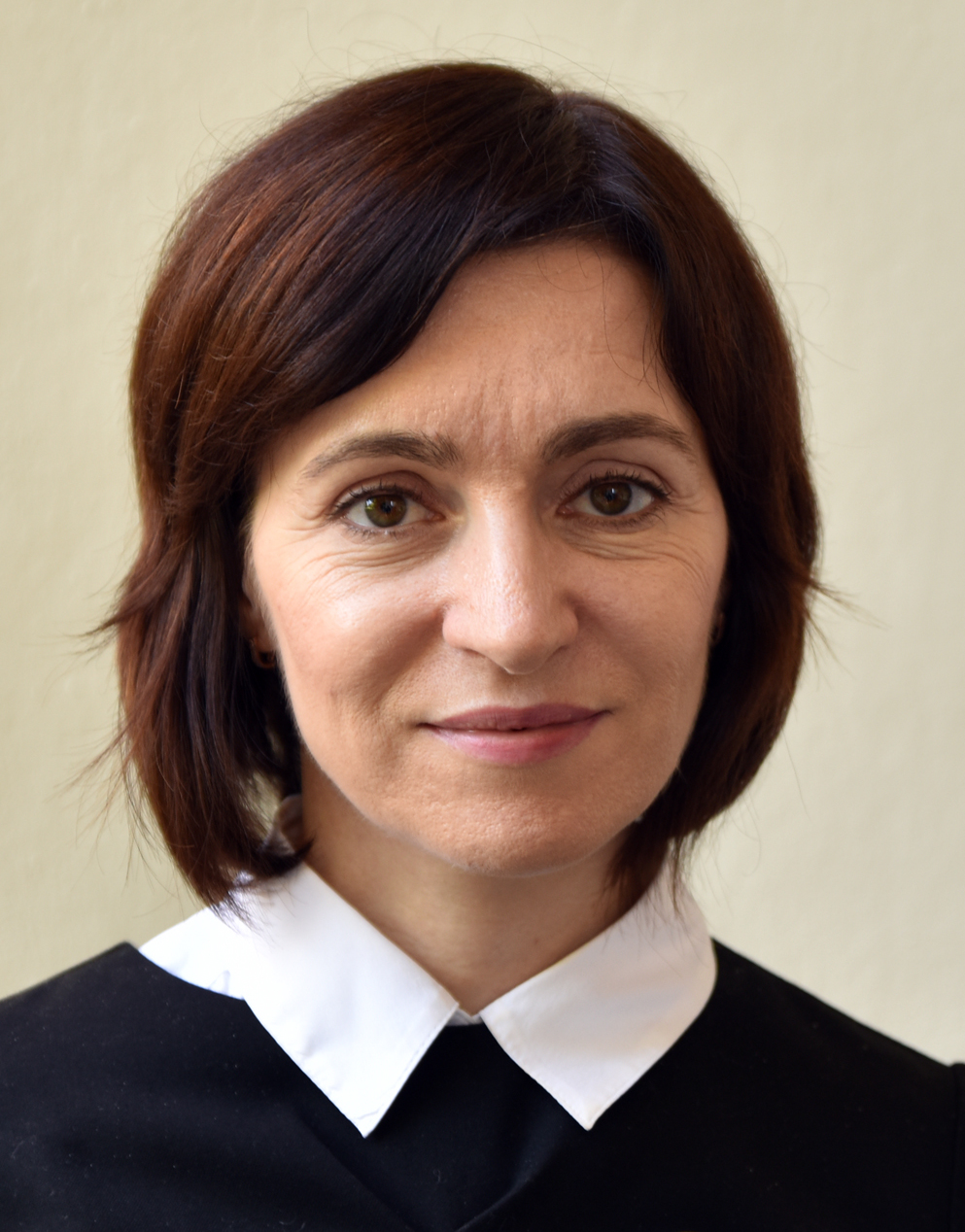
Maia Sandu
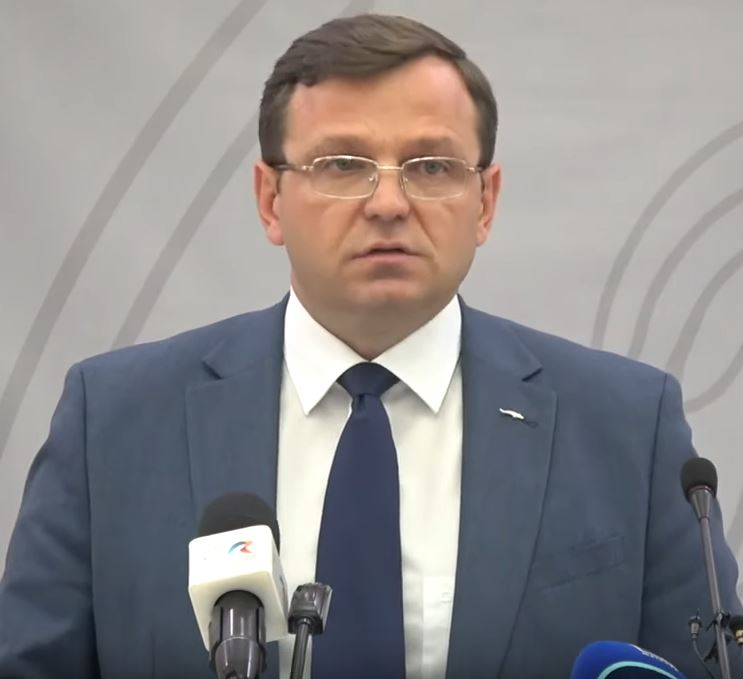
Andrei Năstase
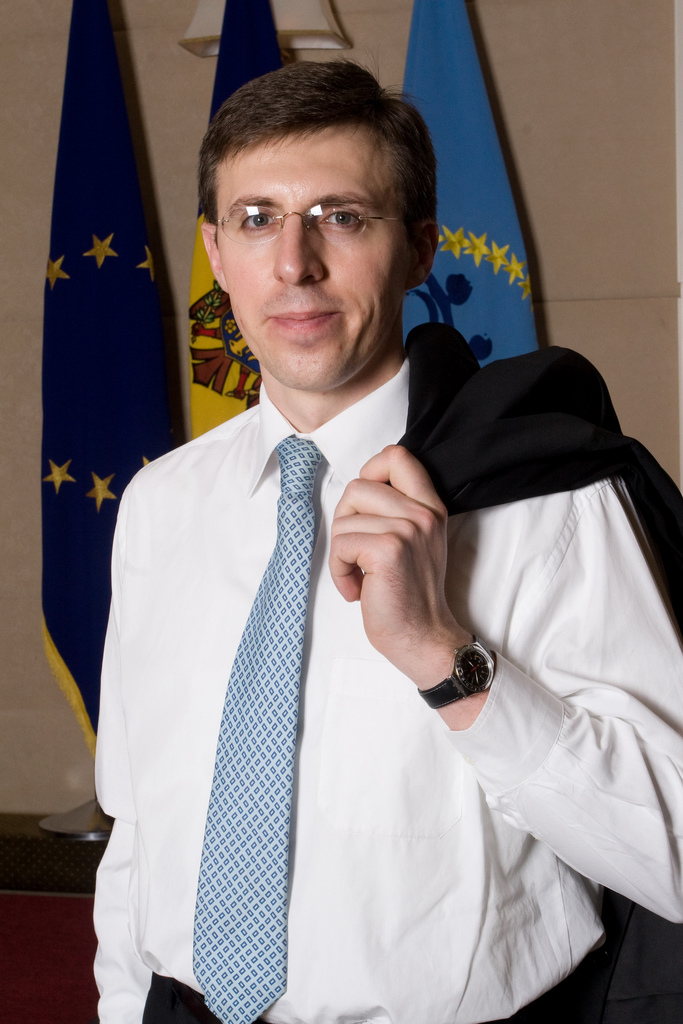
Dorin Chirtoacă
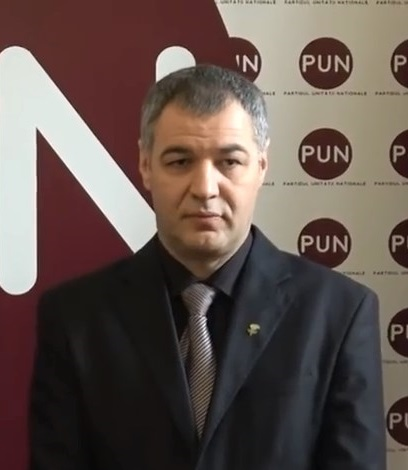
Octavian Țîcu
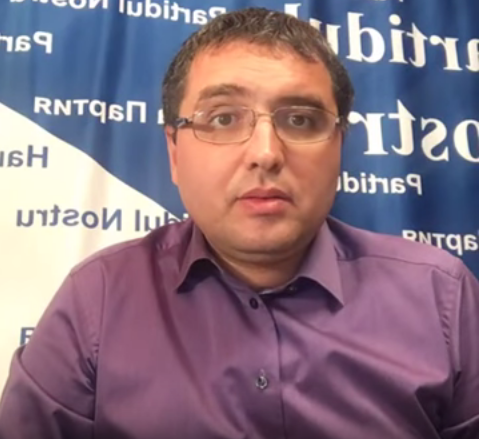
Renato Usatîi
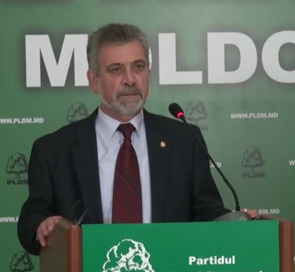
Tudor Deliu
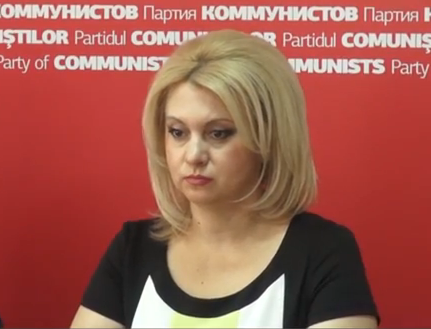
Violeta Ivanov

Vier weitere wollten kandidieren, traten jedoch vorher zurück oder wurden nicht von der Wahlkommission zugelassen. Unter ihnen waren der Außenminister Ion Costaș, der ehemalige Parlamentspräsident Andrian Candu, das Parlamentsmitglied Alexandr Kalinin und der ehemalige stellvertretende Ministerpräsident Constantin Oboroc.

## Umfragen
Die meisten Umfragen sagten einen knappen ersten Wahlgang zwischen Dodon und Sandu voraus, der einen zweiten Wahlgang als Folge hätte. Im direkten Vergleich der beiden Kandidaten sagten Prognosen vor dem ersten Wahlgang den Sieg von Dodon voraus. Eine Umfrage nach dem ersten Wahlgang prognostizierte jedoch einen knappen Sieg von Sandu.

## Wahlergebnis
| Kandidaten                          | Kandidaten        | Parteien                                   | 1. Wahlgang | 1. Wahlgang | 2. Wahlgang | 2. Wahlgang |
| Kandidaten                          | Kandidaten        | Parteien                                   | Stimmen     | %           | Stimmen     | %           |
| ----------------------------------- | ----------------- | ------------------------------------------ | ----------- | ----------- | ----------- | ----------- |
|                                     | Maia Sandu        | Partidul Acțiune și Solidaritate           | 487.635     | 36,2        | 943.006     | 57,7        |
|                                     | Igor Dodon        | Partei der Sozialisten der Republik Moldau | 439.866     | 32,6        | 690.614     | 42,3        |
|                                     | Renato Usatîi     | Partidul Nostru                            | 227.939     | 16,9        |             |             |
|                                     | Violeta Ivanov    | Partidul Șor                               | 87.542      | 6,5         |             |             |
|                                     | Andrei Năstase    | Platforma Demnitate și Adevăr              | 43.924      | 3,3         |             |             |
|                                     | Octavian Țîcu     | Partidul Unității Naționale                | 27.170      | 2,0         |             |             |
|                                     | Tudor Deliu       | Liberaldemokratische Partei Moldaus        | 18.486      | 1,4         |             |             |
|                                     | Dorin Chirtoacă   | Mișcarea Politică Unirea                   | 16.157      | 1,2         |             |             |
| Gesamt                              | Gesamt            | Gesamt                                     | 1.348.719   | 100         | 1.633.620   | 100         |
|                                     |                   |                                            |             |             |             |             |
| Ungültige Stimmen                   | Ungültige Stimmen | Ungültige Stimmen                          | 19.797      | 1,4         | 16.504      | 1,0         |
| Wähler                              | Wähler            | Wähler                                     | 1.368.516   | 45,7        | 1.650.124   | 55,1        |
| Wahlberechtigte                     | Wahlberechtigte   | Wahlberechtigte                            | 2.995.891   |             | 2.995.891   |             |
|                                     |                   |                                            |             |             |             |             |
| Quelle: Comisia Electorală Centrală |                   |                                            |             |             |             |             |

## Reaktionen
Die Wahlsiegerin Maia Sandu kündigte an, mit einer pro-europäischen Politik die Wirtschaft aus der Krise holen zu wollen.